# Kombinirane termoelektrane
Kombinirane termoelektrane su energetska postrojenja koja su sastavljena od plinsko-turbinskog i parno-turbinskog dijela. Glavni dijelovi su naravno plinska i parna turbina. Osnovna namjena ovakvih postrojenja je iskorištenje topline nastale na izlazu iz plinske turbine. Pošto ispušni plinovi koji izlaze iz plinske turbine imaju visoke temperature, oko 600 °C mogu se iskoristiti kao sredstvo koje će grijati vodu i proizvoditi vodenu paru za parnu turbinu. Time povećavamo iskoristivost samog procesa jer toplinu koju bi inače izgubili, je iskorištena za daljnju proizvodnju pare. Iskoristivost takvog postrojenja doseže i do 60%. Plinska turbina za proizvodnju električne energije javlja se krajem 1930-tih godina, ali razvoj se zaustavlja u periodu II. svjetskog rata. Prvo plinskoturbinsko postrojenje bilo je instalirano u elektroenergetskom sustavu SAD 1949. godine, a bilo je u sastavu kombi-procesa. 

## Princip rada
Proces počinje od kompresora koji komprimira zrak i šalje ga u komoru izgaranja gdje se istovremeno dovodi gorivo za izgaranje. Plinovi izgaranja vrlo visoke temperature vode se iz komore izgaranja u plinsku turbinu, gdje ekspandiraju dajući koristan rad na vratilu spojenom na rotor plinske turbine. Vratilo pokreće generator električne struje i proizvodi električnu energiju koja se šalje u mrežu. Nakon ekspanzije, ispušni se plinovi iz plinske turbine vode u utilizator (generator pare na otpadnu toplinu). Jedna od vrlo dobrih karakteristika plinske turbine je ta što je kod nje prisutan vrlo visok omjer zrak/gorivo budući se dodaje nekoliko puta više zraka zbog hlađenja lopatica plinske turbine.
Na izlazu iz plinske turbine ostaje još dosta neiskorištenog zraka, koji se koristi za izgaranje dodatnog goriva u utilizatoru. U utilizatoru se napojna voda zagrijava do isparavanja i pregrijava na zadane parametre. Pregrijana para odlazi iz generatora pare u parnu turbinu gdje ekspandira i predaje mehanički rad generatoru električne struje. Nakon toga para, niskih parametara, odlazi u kondenzator gdje kondenzira. Nakon kondenzacije, voda se pumpom vraća u utilizator na ponovno zagrijavanje.
Proces bi bio puno iskorišteniji ako bi temperatura radne tvari kod dovođenja topline bila jednaka temperaturi ogrjevnog spremnika, a temperatura radne tvari kod odvođenja postane jednaka temperaturi rashladnog spremnika. Tada govorimo o idealnom Carnotovom procesu.

## Kombinirane termoelektrane u Hrvatskoj
Iako se u svijetu koriste u većem broju jer spomenuto je da imaju veću efikasnost od ostalih tipova termoelektrana u Hrvatskoj postoji zasad jedna kombinirana termoelektrana. Smještena je u naselju Jertovec, u općini Konjščini, a njezino tehničko ime je KTE Jertovec. To je plinsko-parna termoelektrana s prirodnim plinom, ekstra lakim uljem za loženje kao gorivima koje koristi u proizvodnji električne energije. Sastavljena je od 4 bloka: plinskoturbinski blokovi A i B 31,5 MW izgrađeni 1975. te parnoturbinski blokovi C i D 10,5 MW izgrađeni 1956. Posebnost plinskih tubina je da mogu raditi u otvorenom ciklusu. Ukupna snaga termoelektrane je 88 MW, a prosječna godišnja proizvodnja električne energije 59 GWh.

## Zaštita okoliša
Ekološki utjecaj ovog postrojenja treba spomenuti jer je ovdje jedino gorivo prirodni plin. Samim time nema emisije sumpornog oksida, a emisija NOx je manja. Sustav izgaranja je mnogo napredniji te se ponekad i koristi ubrizgavanje pare u komoru izgaranja te se postiže sniženje temperature izgaranja. Isto tako produkcija CO2 je manja s obzirom na niži postotak ugljika u prirodnim plinu. No kao problem javlja se (ne)mogućnost opskrbe plinom što bi, konkretno, u Hrvatskoj moglo ponekad predstavljati problem.

## Vanjske poveznice
- HEP  Arhivirana inačica izvorne stranice od 4. kolovoza 2008. (Wayback Machine)
- EDISON
- Energetika-net  Arhivirana inačica izvorne stranice od 16. studenoga 2007. (Wayback Machine)
- Energy Solutions Center  Arhivirana inačica izvorne stranice od 21. studenoga 2008. (Wayback Machine)
- PowerLab  Arhivirana inačica izvorne stranice od 11. lipnja 2010. (Wayback Machine)